# Samerådet
Samerådet (samisk: Sámiráđđi), er en uafhængig samisk kulturpolitisk og politisk organisation (NGO) for Samer i hele Lapland.
Rådets formål er at være et samarbejdsorgan mellem samiske hovedorganisationer i Finland, Norge, Sverige og Rusland, at varetage alle samers interesser, at styrke samernes samhørighed over grænserne og at arbejde for at samerne også i fremtiden anerkendes som ét folk, hvis kulturelle, politiske, økonomiske og sociale rettigheder sikres i de respektive nationale lovgivninger og efter aftale mellem staterne og det samiske folks repræsentationer.
Rådet blev grundlagt i 1956, på baggrund af arbejdet fra en organisationskomite nedsat i 1953 i Jokkmokk, Nordsverige.
Samerådets sekretariat ligger i Utsjoki, Finland og organisationen er én af seks organisationer for oprindelige folk der er repræsenteret i Arktisk Råd.

## Ekstern henvisning
- Samerådets hjemmeside (engelsk) (findes også på norsk, russisk og finsk).

69°53′45″N 27°00′52″Ø / 69.895936°N 27.014441°Ø